# 小さな赤い花
『小さな赤い花』（ちいさなあかいはな、原題: 看上去很美、英語題: Little Red Flowers）は、2006年の中国・イタリアのドラマ映画。監督は張元（チャン・ユアン）、出演は董博文（ドゥン・ボウェン）と寧元元（ニン・ユアンユアン）など。王朔（ワン・シュオ）の半自伝的小説『看上去很美（英語題：Could be beautiful）』を原作としている。
2006年2月15日に第56回ベルリン国際映画祭で初上映され、国際芸術映画評論連盟賞（CICAE賞）を受賞している。

## ストーリー
北京にある全寮制の幼稚園に入園した4歳の少年チアンの姿を通し、中国の過剰な画一的教育政策の矛盾を描く。

## キャスト
- 方槍槍（ファン・チアンチアン）: 董博文（ドゥン・ボウェン）
- 南燕（ナン・イエン）: 寧元元（ニン・ユアンユアン）
- 北燕（ベイ・イエン）: 陳嫚媛（チン・マンヤン）
- 李老子（リー先生）: 趙瑞（シャオ・ルイ）
- 唐老子（タン先生）: 李暁楓（リ・シャオフェン）